# José Libardo Garcés Monsalve
Monsenhor José Libardo Garcés Monsalve (Aguadas, 26 de setembro de 1967) é clérigo católico, filósofo, psicólogo e professor colombiano. Ordenado sacerdote em 1993 pela Arquidiocese de Manizales, onde exerceu o ministério sacerdotal. Em 29 de junho de 2016, foi eleito pelo Papa Francisco bispo de Málaga-Soatá. Em 4 de outubro de 2021, foi transferido para a Diocese de Cúcuta.

## Biografia
Nasceu em 26 de setembro de 1967, no município colombiano de Aguadas, no Departamento de Caldas. Fez os estudos primários no Colégio Francisco Montoya de sua cidade natal e, ao descobrir sua vocação religiosa, decidiu ingressar no Seminário Maior de Manizales, onde completou sua formação eclesiástica e fez cursos de filosofia e teologia.
Já em 27 de novembro de 1993 foi ordenado sacerdote pela Arquidiocese de Manizales, pelo então Cardeal Metropolitano Dom José de Jesús Pimiento Rodríguez.
Depois de ordenado, obteve o bacharelado em Filosofia e Ciências Religiosas pela Universidade Santo Tomás e depois foi para a Itália para se formar em Psicologia pela Pontifícia Universidade Gregoriana de Roma.
Ao regressar à Colômbia, iniciou o seu ministério pastoral na Arquidiocese de Manizales, como vigário paroquial em Pácora. E durante todos estes anos serviu como ecônomo, formador e membro da equipe de formadores do Seminário Maior; pároco em Nossa Senhora das Dores e na Paróquia Universitária; e vigário da Catedral Basílica de Nossa Senhora do Rosário de Manizales; chanceler da Arquidiocese e membro do Conselho Presbiteral e do Colégio dos Consultores.
Em 29 de junho de 2016, o Papa Francisco o nomeou novo bispo da Diocese de Málaga-Soatá, em sucessão a Dom Víctor Manuel Ochoa Cadavid, que foi nomeado bispo de Cúcuta. Ao ascender à categoria episcopal, ele escolheu seu brasão e seu lema "Pai, eu me coloco em suas mãos". Recebeu a consagração episcopal no dia 1 de setembro, numa cerimônia presidida pelo cardeal canadense e consagrador principal, Dom Marc Ouellet, PSS, e por seus co-consagradores: o Núncio Apostólico no país Dom Ettore Balestrero e o Arcebispo Metropolitano de Manizales Dom Gonzalo Restrepo Restrepo. Assumiu suas funções em Málaga no mês seguinte.
Em 31 de janeiro de 2021, Dom José foi designado administrador apostólico da Diocese de Cúcuta, novamente em sucessão a Dom Víctor Manuel, agora transferido para o Ordinariado Militar da Colômbia. Em 4 de outubro, o Papa Francisco decidiu transferi-lo de vez para esta diocese, como seu décimo ordinário e Dom José fez sua posse canônica em 20 de novembro.